# Yesterday (film 2019)
Yesterday è un film del 2019 diretto da Danny Boyle.

## Trama
Jack Malik è un cantautore di Lowestoft che non riesce a sfondare, sebbene la sua manager e amica d'infanzia Ellie Appleton lo incoraggi a non rinunciare al suo sogno, che è più suo che non dell’uomo. Una notte Jack viene investito da un autobus durante un blackout globale; dopo essersi ripreso, Jack canta Yesterday per i suoi amici e scopre che non hanno mai sentito parlare dei Beatles. Facendo alcune ricerche sulla band online (tramite cui scopre anche che non esistono la Coca-Cola, il gruppo musicale Oasis, le sigarette e i libri di Harry Potter) e controllando la sua collezione di dischi musicali, Jack si rende conto di essere stato trasportato in una realtà alternativa in cui il gruppo non si è mai formato; l'uomo quindi inizia a suonare le canzoni dei Beatles, facendole passare come proprie.
Ellie fa registrare a Jack un disco con un produttore musicale locale, Gavin; a seguito di un'esibizione in televisione, Jack è invitato dalla pop star Ed Sheeran ad aprire un suo concerto a Mosca. Ellie non può seguirlo, poiché è impegnata nel suo lavoro di insegnante, quindi l'amico di Jack, Rocky, accetta di fargli da roadie. Dopo il concerto, in cui Jack riscuote un grande successo cantando Back in the U.S.S.R., Ed sfida Jack a un duello che consiste nel comporre e interpretare una canzone scritta lì per lì, in pochi minuti: Jack esegue The Long and Winding Road e Sheeran si dichiara sconfitto. Dopo il duello, Jack viene invitato a Los Angeles dalla spietata agente di Sheeran, Debra Hammer, che lo ingaggia per la sua etichetta e pianifica la sua ascesa alla fama mondiale.
Alla festa d'addio di Jack, Ellie gli confessa di essere innamorata di lui da sempre. Jack, avendo difficoltà a ricordare tutte le parole delle canzoni e sperando di innescare in sé altri ricordi dei Beatles, si reca nella loro città natale, Liverpool, visitando i luoghi citati nelle loro canzoni, come Strawberry Field, Penny Lane e la tomba di Eleanor Rigby. Ellie gli fa una visita a sorpresa presentandosi a Liverpool nel suo albergo e i due trascorrono una bellissima serata, flirtando e scambiandosi anche un bacio, ma la donna gli dice che non è interessata a un'avventura di una notte. La mattina dopo, Jack e Rocky inseguono Ellie alla stazione ferroviaria, dove lei si congratula con Jack per il coronamento del suo sogno, ma gli dice che non può far parte della sua vita da celebrità se lui non vi rinuncia; Jack torna quindi a Los Angeles con il cuore spezzato.
Un giorno Ellie gli comunica che sta frequentando Gavin, il suo primo produttore, e lo informa della riapertura del Pier Hotel, situato sulla spiaggia di Gorleston. L'etichetta discografica si prepara a lanciare l'album di debutto di Jack, per il quale i produttori rifiutano i titoli da lui suggeriti, presi dai dischi dei Beatles, e decidono invece per il titolo One Man Only, spingendo sul suo talento. Jack li convince a lanciare l'album con un concerto dal tetto del Pier Hotel. Dopo il concerto, nel backstage, due fan – anche loro memori dei Beatles e delle loro canzoni – gli si avvicinano e lo ringraziano, poiché Jack ha riportato la musica dei Beatles nel mondo, evitando così che il ricordo di quelle canzoni andasse perduto per sempre. I due gli danno anche l'indirizzo di John Lennon, che non avendo mai formato i Beatles, è sopravvissuto fino alla vecchiaia, lontano dai riflettori. Jack incontra Lennon e gli chiede se ha condotto un'esistenza di successo, e l'uomo gli risponde che ha vissuto felicemente, con la donna che amava. Lennon consiglia a Jack di rivelare sempre i propri sentimenti a chi ama e di dire la verità ogni qualvolta sia possibile, per poter avere anche lui una vita felice.
Jack prende quindi la sua decisione: quando Sheeran organizza un concerto allo stadio di Wembley, riceve da Jack la richiesta di chiudere tale concerto. Dopo aver concluso cantando All You Need Is Love, Jack rivela al pubblico che non è lui l'autore di quelle canzoni, che ama Ellie e volendo che la musica dei Beatles sia disponibile gratuitamente per tutti, fa caricare a Rocky tutti i pezzi su internet, sabotando così l'uscita del disco. Prima di scappare di corsa dallo stadio, inseguito dai giornalisti e da una furiosa Debra, Jack incontra Ellie e Gavin; quest'ultimo la lascia andare, affermando di aver sempre saputo di essere la seconda scelta per Ellie e di volere solo che lei sia felice, non opponendosi alla relazione tra i due. Jack ed Ellie si mettono insieme e hanno una famiglia, con Jack che diventa un insegnante di musica nella scuola in cui insegna Ellie.

## Produzione
Il film si sarebbe dovuto basare su una sceneggiatura originale di nome Cover Version dello scrittore Jack Barth e dell'attore-scrittore-regista Mackenzie Crook, con Crook che intendeva dirigere il film. Qualche anno dopo che Crook aveva abbandonato a causa di altri impegni, la storia fu presentata allo sceneggiatore-regista Richard Curtis, che amava l'idea ma voleva scrivere la sua sceneggiatura. Mentre in Cover Version il personaggio principale ottiene un discreto successo con le canzoni dei Beatles, il personaggio principale di Curtis diventa il cantautore più famoso al mondo. Curtis ha anche spostato l'attenzione sulla storia d'amore tra i protagonisti maschili e femminili.
Nel marzo 2018 era stato annunciato che il regista Danny Boyle e lo scrittore Richard Curtis stavano lavorando insieme a una commedia musicale ambientata negli anni sessanta o settanta e incentrata su "un musicista in difficoltà che pensa di essere l'unica persona che può ricordare i Beatles" con Himesh Patel nel ruolo principale. Il ruolo di supporto di Ed Sheeran era originariamente destinato a Chris Martin, che lo rifiutò. Per il ruolo principale, Patel è stato selezionato tra i molti attori che hanno fatto il provino, con Boyle convinto che Patel fosse la scelta giusta dopo averlo ascoltato mentre cantava Yesterday durante le audizioni. Boyle sentiva che la voce di Patel aveva un'anima; Sheeran era d'accordo. Oltre alla recitazione, le cover delle canzoni dei Beatles nel film sono cantate da Patel, che suona anche la chitarra e il piano.
Più tardi, a marzo 2018, Lily James e Kate McKinnon si unirono al cast. Boyle informò i membri sopravvissuti e le vedove della band riguardo al film e ricevette una risposta che descrisse "adorabile" dal batterista dei Beatles Ringo Starr. Nell'aprile 2018 è stato rivelato che Ed Sheeran si era unito al cast e potenzialmente avrebbe anche scritto nuova musica per il film, che avrebbe incluso anche canzoni dei Beatles. Più tardi quel mese, anche Ana de Armas e Lamorne Morris si erano uniti al cast. Nel maggio 2018 si sono uniti anche Sophia Di Martino, Joel Fry e Harry Michell.
Nel febbraio 2019 è stato annunciato che il titolo del film sarebbe stato Yesterday. Si stima che ci siano voluti circa $10 milioni per ottenere i diritti per le canzoni dei Beatles nel film, con i diritti sulla loro musica detenuti da Apple Records e Sony/ATV Music Publishing. Le scene con Ana de Armas, nelle quali aveva interpretato un altro interesse amoroso per Jack, sono state tagliate quando il pubblico di prova ritenne che Jack sarebbe risultato meno simpatico.

### Riprese
Le riprese del film, il cui budget è stato di 26 milioni di dollari, sono iniziate il 21 aprile 2018, con la produzione nel Regno Unito a partire dal 26 aprile 2018. Le scene sono state girate a Suffolk, Halesworth, Dunwich, Shingle Street, Latitude Festival, Clacton-on-Sea e Essex. È stato lanciato un casting per comparse in scene notturne girate immediatamente dopo i quattro concerti consecutivi di Sheeran al Principality Stadium di Cardiff, in Galles, nel maggio del 2018. Sono state reclutate anche altre 5.000 comparse per apparire in scene girate a Gorleston e sulla spiaggia del mare a Norfolk nel giugno 2018. Allo stadio di Wembley è stata girata la scena di un concerto. Le riprese si sono svolte anche a Liverpool, facendo uso di Penny Lane, dell'aeroporto John Lennon di Liverpool, della stazione di Lime Street e del Queensway Tunnel.

## Promozione
Il primo trailer del film viene diffuso il 12 febbraio 2019.

## Distribuzione

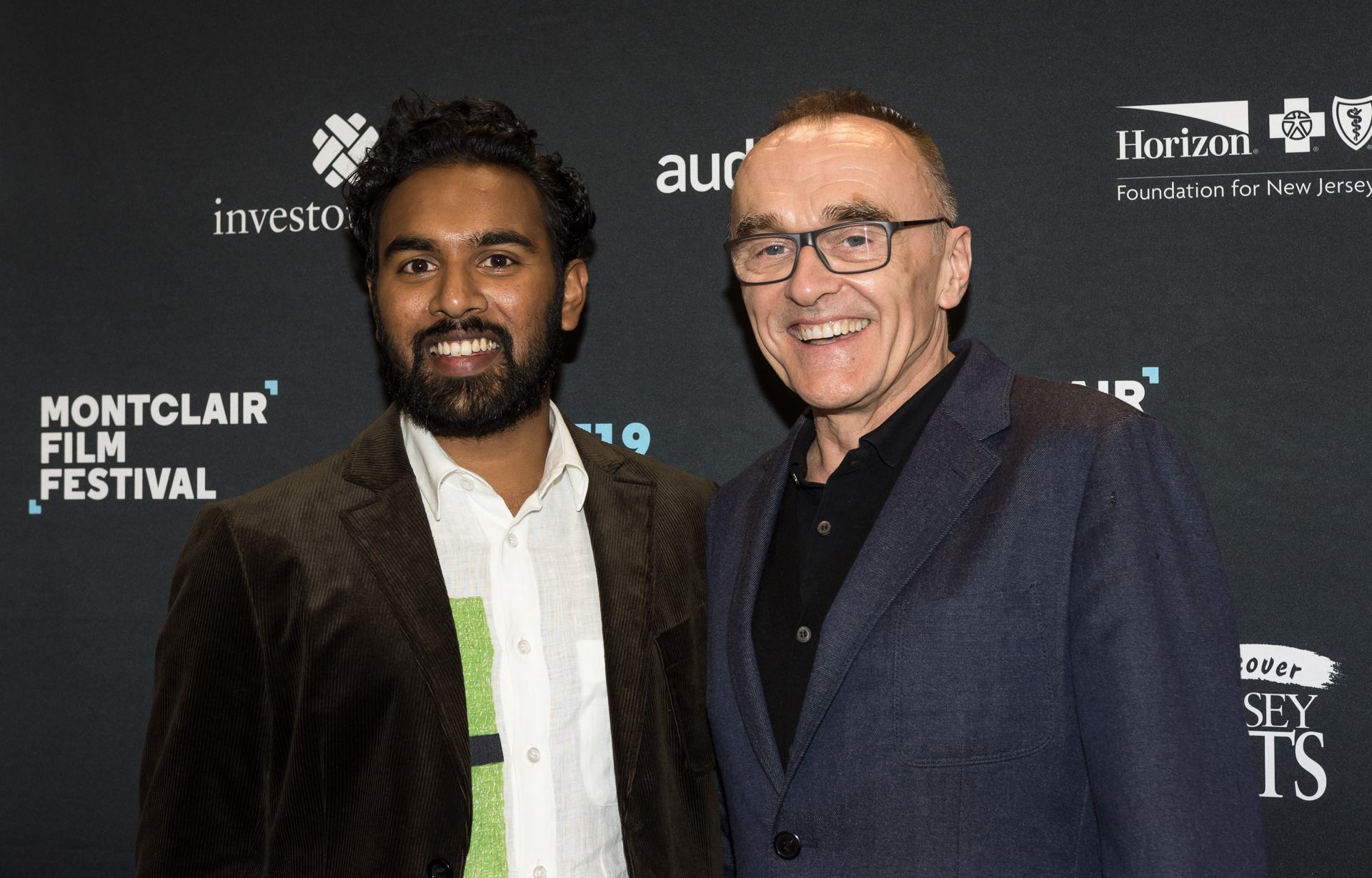
Himesh Patel e Danny Boyle alla presentazione del film

La pellicola è stata presentata in anteprima il 4 maggio 2019 al Tribeca Film Festival e il 1º luglio al Taormina Film Fest; è stata distribuita nelle sale cinematografiche statunitensi a partire dal 28 giugno 2019 ed in quelle italiane dal 26 settembre.

## Accoglienza

### Incassi
Il film ha incassato complessivamente 73,3 milioni di dollari nel Nord America e 81,3 milioni nel resto del mondo, per un totale di 154,6 milioni di dollari.

### Critica
Sull'aggregatore Rotten Tomatoes il film riceve il 63% delle recensioni professionali positive con un voto medio di 6,3 su 10 basato su 367 critiche; su Metacritic ottiene un punteggio di 55 su 100 basato su 45 critiche. Il pubblico intervistato da CinemaScore ha dato al film un voto medio di "A-" su una scala da A+ a F.

## Riconoscimenti
- 2019 - Golden Trailer Awards
  - Candidatura per la miglior musica
- 2019 - Montclair Film Festival
  - Premio del pubblico
- 2019 - E! People's Choice Awards[21]
  - Candidatura per il miglior film commedia
- 2019 - San Diego Film Critics Society Awards[22]
  - Candidatura per il miglior utilizzo delle musiche
- 2019 - Saturn Award[23]
  - Candidatura per il miglior film fantasy
- 2019 - Teen Choice Awards
  - Candidatura per il miglior film estivo
  - Candidatura per il miglior attore in un film estivo a Himesh Patel
- 2020 - Premio Goya[24]
  - Candidatura per il miglior film europeo

## Somiglianze con altre opere
Ci sono altre opere che trattano di una premessa o temi simili:
- La sitcom britannica degli anni novanta Goodnight Sweetheart.[25]
- Il film francese Jean-Philippe del 2006.[25]
- La graphic novel francese Yesterday del 2011 di David Blot e Jérémie Royer.[26]
- Il manga giapponese del 2011 Boku wa Beatles (僕 は ビ ー ト ル ズ We Are the Beatles) di Tetsuo Fujii e Kaiji Kawaguchi.[25]
- Il romanzo Enormity del 2013, scritto da Nick Milligan.[26]
- La graphic novel americana Chrononauts del 2015, scritta da Mark Millar.[27]